# Péče o potomstvo

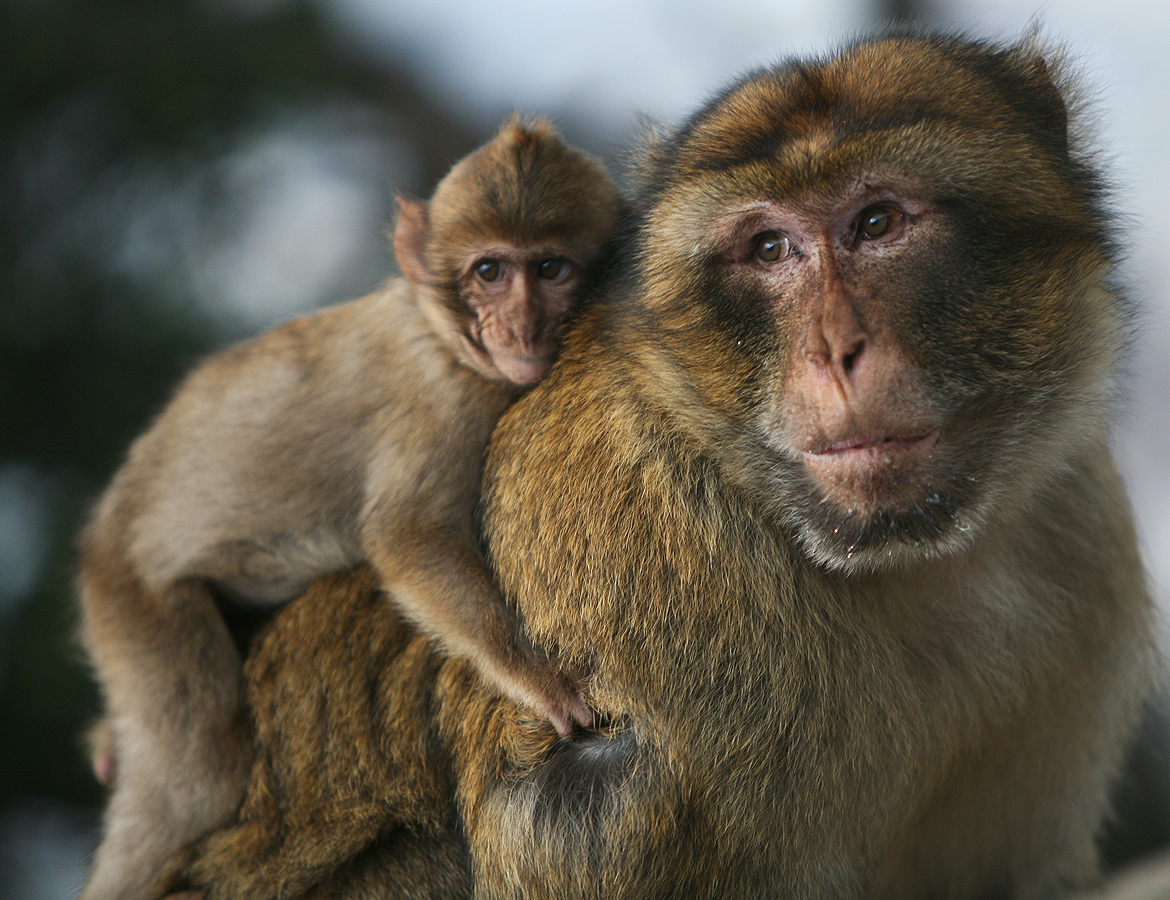
Magot bezocasý chrání své potomky

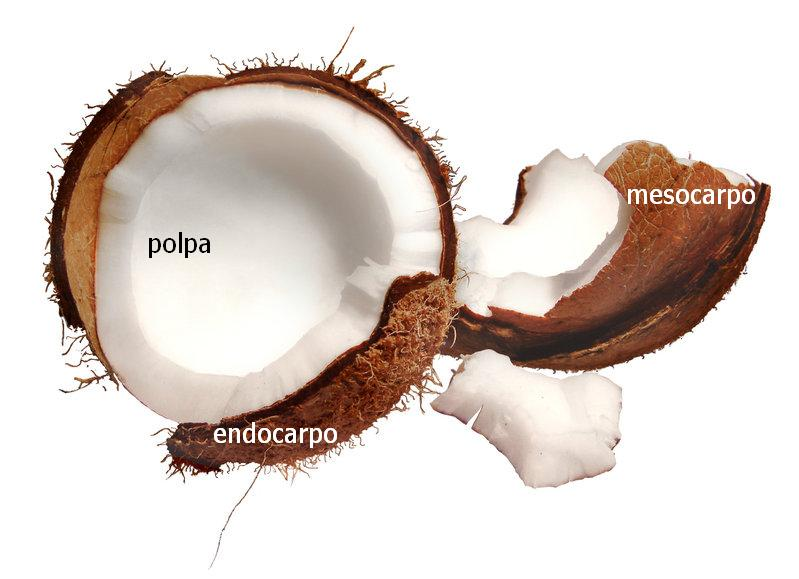
Kokosové ořechy jsou výživná semena kokosovníku. Mateřská rostlina ukládá do semen mnoho živin, díky nimž má potomstvo větší šanci vyklíčit.

Péče o potomstvo je energie vložená do potomstva, která někdy následuje po rozmnožení určitých rostlin i živočichů. O potomky se starají zejména rodiče, ale někdy i starší sourozenci..

## Evoluce rodičovství
Pro rodiče je výhodnější investovat do potomků tak, aby své geny rozšířil co nejefektivněji. To podmiňuje např. syndrom Popelky nebo náklonnost vůči nejmladšímu potomkovi - evoluce rodičovského pudu, která v člověku vytvářila i např. dojem roztomilosti. Rodičovská investice znamená v evoluční biologii procento z potenciálně rozšířených genů do dalších generací, které rodič ztrácí investováním do potomka. Rodičovský konflikt znamená závod ve zbrojení o lepší podmínky potomků s bližším genofondem.
Mezi druhy bývá agresivnější to pohlaví, které neplní roli konstantního ochránce potomků, což je u většiny druhů samec, ale pokud např. o vajíčka pečuje samec, dochází k tzv. obrácení rolí (např. koníček mořský).

## Strategie péče
Péče o potomstvo se druh od druhu liší. Rozlišují se dvě základní životní strategie v rámci r/K teorie výběru.
Takzvaní r-stratégové, mezi něž patří plevelné rostliny, mnohé bakterie, rozsivky, někdy hmyz či savci (především malí hlodavci), přivádějí na svět co největší počet potomstva a dále se o ně již nestarají. Příkladem jsou některé žáby, které produkují tisíce vajíček.
Druhou skupinou jsou K-stratégové, jejichž péče o potomstvo je na mnohem vyšší úrovni. Rodiče mají menší počet potomstva, avšak pečlivě se starají o jeho přežití. Příkladem je člověk, slon nebo z rostlin dub.

## Péče o potomstvo u živočichů

### Bezobratlí
S péčí o potomstvo se můžeme setkat již u bezobratlých. Jako příklad mohou sloužit kudlanky nebo švábi, samotářské včely a vosy, někteří pavouci nosící vejce s sebou v kokonu, dále blanokřídlí i všekazi. Je také třeba zmínit raky, štíry nebo veleštíry, kteří své mladé nosí vždy určitou dobu na zadních nohách nebo na hrudi. Vosy kutilky staví pro potomstvo hnízda v zemi a larvy pečlivě krmí ochromenými housenkami atp. Známá je i péče o potomstvo u včel nebo mravenců.

### Obratlovci

#### Ryby
Příkladem péče o potomstvo je např. bojovnice pestrá nebo koljuška tříostná, které stavějí pro jikry pěnové hnízdo, nebo hořavka duhová, jež klade jikry do škeble rybničné, kde jsou chráněny. Vylíhlý plůdek žije asi čtyři týdny v žaberním prostoru škeble (živí se zbytky žloutkového váčku).

#### Obojživelníci
U obojživelníků jako příklad K-strategie slouží ropuška starostlivá. Samec ropušky nosí vajíčka na nohou a pravidelně je namáčí.

#### Plazi
Z plazů lze uvést krajtu, která zahřívá vejce záškuby svalů, nebo aligátora amerického, jehož samička staví pro potomstvo hnízdo, které hlídá, a později s ještě nevylíhnutými mláďaty komunikuje.

#### Ptáci
U ptáků je péče o potomstvo velmi vyvinutá. Ochranu mláďatům zajišťuje již vaječná skořápka. Rodiče nejprve staví hnízdo, a to buď oba (čápi), nebo jen jeden z nich (samec tabonů nebo čejky chocholaté). Někteří ptáci hnízdo nestavějí (kukačka, tučňák, stará hnízda po jiných ptácích obsazuje např. poštolka obecná, poštolka šedá, raroh lovecký, raroh velký, sokol stěhovavý, sokolík kropenatý aj. sokolovití). Po dobu inkubační pak na vejcích sedí oba rodiče (pštros, pelikán, rákosník, tukan), jen samec (emu, nandu, kasuár, ledňáček) nebo nejčastěji jen samice (krkavec, pěnkava aj.).
Tři základní typy mláďat jsou: mláďata krmivého typu, nekrmivého typu a typu přechodného. Mláďata krmivá mají např. pěvci, sovy, sokolovití a dravci. Jejich mláďata se rodí neopeřená, neschopná najít si potravu, nemají vyvinutou termoregulaci a bez rodičovské péče hynou. Nekrmivá mláďata po vylíhnutí běhají a žíví se sama, rodiče je doprovázejí a chrání před predátory a chladem. Mláďata přechodného typu se líhnou opeřená, ale potřebují být krmena (tučňáci, plameňáci a racci).

#### Savci
Péče u tzv. placentálů začíná již v době březosti, kdy samice vyživuje mládě prostřednictvím placenty. V tomto předporodním období můžeme u samic pozorovat dva základní druhy chování. Buď se straní ostatních (zajíc, hlodavci), nebo jsou naopak více společenská (sloni, primáti, bobr). Po porodu rozlišujeme u savčích samic typ aktivní a typ pasivní. Aktivní typ samice mládě očistí, v druhém případě se čistí samo mládě.
Rozlišujeme mláďata prekociální, altriciální a typ přechodný. Prekociální mláďata jsou ta, která jsou schopna pohybu, jsou osrstěná a mohou se o sebe starat sama nebo následovat matku. Patří mezi ně např. kopytníci či sloni. Mláďata altriciálního typu se rodí neosrstěná, slepá, nemají vyvinutou termoregulaci a bez rodičovské péče hynou (např. netopýři, šelmy, hlodavci). Mezi přechodný typ patří primáti, lenochodi, koaly; mláďata jsou sice osrstěná, avšak neschopná pohybu.[zdroj?]